# One Piece: Pirate Warriors 3
One Piece: Pirate Warriors 3 (ワンピース 海賊無双3, Wan Pīsu: Kaizoku Musō 3) est un jeu vidéo de type hack 'n' slash développé par Omega Force et édité par Bandai Namco Games. Il est sorti sur PlayStation 3, PlayStation 4 et PlayStation Vita le 26 mars 2015 au Japon et en août 2015 en Amérique du Nord (25 août 2015) et en Europe (28 août 2015) sur PlayStation 3, Playstation 4, PlayStation Vita et PC. Il est sorti le 11 mai 2018 sur la Nintendo Switch en version standard et édition deluxe,. Le jeu est une suite de One Piece: Pirate Warriors sans prendre en compte l'histoire de One Piece: Pirate Warriors 2 qui est inédite. Le jeu suit toute l'histoire de l'Équipage de Chapeau de paille et l'histoire est un peu plus détaillé (comme l'arc Water Seven ou l'arc Skypiea) et aussi avec de nouveaux chapitres (Punk Hazard). La seconde partie de l'histoire de Dressrosa est une histoire inventée. Le jeu de base compte 49 personnages avec leurs tenues (sans compter les extensions du jeu).

## Trame

### Synopsis
L'histoire retrace les aventures de Luffy et son équipage telles qu'elles sont écrites dans le manga, à savoir depuis la base navale du Colonel Morgan jusqu'à l'arc Dressrosa. L'aventure nous emmènera à Alabasta, dans les îles célestes, à Enies Lobby, Thriller Bark, Punk Hazard... et bien plus.

### Personnages
Le jeu permet d'incarner le personnage de son choix au début de chaque mission, comme Luffy, Zoro, Sanji, Chopper et de nombreux autres qui devront être débloqués plus tard dans le jeu. Leurs attaques sont similaires à celles du manga et peuvent être combinées. Leur apparence change quelque peu à partir d'un certain moment du jeu et ils deviennent plus puissants. Du côté des ennemis, certains boss sont parfois coriaces et sont fidèles au manga tant par leur apparence que par leurs capacités, comme Arlong, Smoker, Crocodile, ou encore Doflamingo. Les ennemis secondaires, comme les marines, les pirates ou les bandits se trouvent en masses et, excepté quelques-uns, ils ne sont souvent pas très puissants. Il faudra attendre d'avancer dans le jeu pour voir le défi se corser un peu plus. 
Sont donc jouables l'ensemble de l'Équipage de Chapeau de paille (avant et après l'élipse), 9 Grands Corsaires (Trafalgar D. Water Law, Mihawk, Crocodile, Gecko Moria, Kuma, Boa Hancock, Jinbe, Doflamingo et Baggy le clown), 4 amiraux et de nombreux autres membres du Gouvernement Mondial ou de la Marine (Sakazuki Akainu, Kuzan Aokiji, Borsalino Kizaru, Isshô Fujitora, Smoker, Tashigi, Magellan, Garp et Rob Lucci), 3 empereurs et quelques membres de leur équipage (Barbe Blanche, Marco le Phoenix, Ace aux poings ardents, Barbe Noire et Shanks le roux) ainsi que des personnages inédits comme Sabo, Ener, Perona, Emporio Ivankov et César Clown. Ce qui donne un total de 37 personnages jouables.
Auxquels s'ajoutent 10 personnages de soutien : Kuro, Morgan, Wiper, Joz, Vista, Mr. 1, Mr. 2, Mr. 3, Alvida et Monet.
Au cours du jeu vous serez mener à affronter certains boss entre deux vagues de soldats. Ces boss sont ceux rencontrés par Luffy et son équipage au cours de leur aventure. On retrouve donc dans le jeu des ennemis d'East Blue (Morgan, Baggy, Alvida, Kuro, Don Krieg, Arlong), d'Alabasta (Crocodile, Mr. 1, Mr. 2, Wapol), de Skypea (Ener, Wiper, Bellamy, Barbe Noire, Jesus Burgess), d'Enies Lobby (Rob Lucci, Kaku, Jabura, Kobby), de Thriller Bark (Gecko Moria, Oz), de l'Archipel Sabaody (Kuma, Sentomaru), d'Impel Down (Magellan, Hannyabal), ainsi que de l'Île des Hommes-Poissons (Hody Johns) et de Punk Hazard (César Clown, Vergo, Monet). Soit un total de 29 boss .

### Lieux
Le jeu nous permet de voyager à travers le monde de One Piece dans les plus merveilleux endroits. On peut donc visiter 19 villes ou îles : Shells Town, le Village d'Orange, le Village de Sirop, le Baratie, le Village de Kokoyashi, Loguetown, l'Île de Drum, Alabasta, Mock Town, Skypiea, Water Seven, Enies Lobby, Thriller Bark, l'Archipel Sabaody, Impel Down, Marineford, l'Île des Hommes-Poissons, Punk Hazard et Dressrosa.